# Комиссаровский (река)
Комиссаровский — река в России, протекает по Чугуевскому району Приморского края. Длина реки — 18 км.
Начинается под названием Комиссаровский Правый на западном склоне горы Комиссаровской. Течёт в юго-западном направлении по гористой местности, поросшей кедрово-дубовым лесом. Комиссаровский впадает в Откосную слева в 24 км от её устья на западной окраине села Лесогорье. Высота устья — 202 м над уровнем моря. В среднем течении пересекается линией электропередач, в низовьях — автодорожным мостом.
Основные притоки — Комиссаровский Левый (лв), Длинный (пр), Мелкий (лв), Ветвистый (лв).

## Данные водного реестра
По данным государственного водного реестра России относится к Амурскому бассейновому округу, водохозяйственный участок реки — Уссури от истока до впадения реки Большая Уссурка без реки Сунгача, речной подбассейн реки — Уссури (российская часть бассейна). Речной бассейн реки — Амур.
Код объекта в государственном водном реестре — 20030700212118100053046.